# Spaniens MotoGP 2009
Spaniens MotoGP 2009 var säsongens tredje tävling i Roadracing-VM 2009 och kördes den 1-3 maj på Jerez. 125cc körde 23 varv, 250cc körde 26 varv och MotoGP körde 27 varv.

## Resultat MotoGP
| Plats | Nr | Förare           | Märke    | Varv | Tid              | Grid | Kvaltid  | Poäng |
| ----- | -- | ---------------- | -------- | ---- | ---------------- | ---- | -------- | ----- |
| 1     | 46 | Valentino Rossi  | Yamaha   | 27   | 45.18,557        | 4    | 1.39,642 | 25    |
| 2     | 3  | Dani Pedrosa     | Honda    | 27   | + 2,700          | 2    | 1.38,984 | 20    |
| 3     | 27 | Casey Stoner     | Ducati   | 27   | + 10,507         | 3    | 1.39,415 | 16    |
| 4     | 14 | Randy de Puniet  | Honda    | 27   | + 31,893         | 5    | 1.39,806 | 13    |
| 5     | 33 | Marco Melandri   | Kawasaki | 27   | + 33,128         | 11   | 1.40,381 | 11    |
| 6     | 65 | Loris Capirossi  | Suzuki   | 27   | + 34,128         | 6    | 1.39,862 | 10    |
| 7     | 5  | Colin Edwards    | Yamaha   | 27   | + 34,421         | 7    | 1.39,926 | 9     |
| 8     | 4  | Andrea Dovizioso | Honda    | 27   | + 34,625         | 8    | 1.39,966 | 8     |
| 9     | 24 | Toni Elias       | Honda    | 27   | + 42,689         | 9    | 1.40,112 | 7     |
| 10    | 7  | Chris Vermeulen  | Suzuki   | 27   | + 45,183         | 10   | 1.40,185 | 6     |
| 11    | 59 | Sete Gibernau    | Ducati   | 27   | + 48,192         | 12   | 1.40,440 | 5     |
| 12    | 72 | Yuki Takahashi   | Honda    | 27   | + 51,875         | 13   | 1.40,599 | 4     |
| 13    | 52 | James Toseland   | Yamaha   | 27   | + 53,683         | 14   | 1.40,670 | 3     |
| 14    | 15 | Alex de Angelis  | Honda    | 27   | + 53,941         | 15   | 1.40,796 | 2     |
| 15    | 69 | Nicky Hayden     | Ducati   | 27   | + 1.01,237       | 16   | 1.40,953 | 1     |
| 16    | 88 | Niccolò Canepa   | Ducati   | 27   | + 1.10,896       | 18   | 1.41,253 | 0     |
| 17    | 99 | Jorge Lorenzo    | Yamaha   | 23   | Krasch           | 1    | 1.38,933 | 0     |
| 18    | 36 | Mika Kallio      | Ducati   | 12   | Tekniska problem | 17   | 1.41,238 | 0     |

## Resultat 250cc
| Placering | Nr | Förare              | Märke   | Varv | Tid              | Grid | Poäng |
| --------- | -- | ------------------- | ------- | ---- | ---------------- | ---- | ----- |
| 1         | 4  | Hiroshi Aoyama      | Honda   | 26   | 45:08:805        | 6    | 25    |
| 2         | 19 | Alvaro Bautista     | Aprilia | 26   | + 0.132          | 4    | 20    |
| 3         | 58 | Marco Simoncelli    | Gilera  | 26   | + 2.706          | 3    | 16    |
| 4         | 40 | Héctor Barberá      | Aprilia | 26   | + 2.769          | 2    | 13    |
| 5         | 12 | Thomas Luthi        | Aprilia | 26   | + 17.946         | 8    | 11    |
| 6         | 75 | Mattia Pasini       | Aprilia | 26   | + 17.950         | 15   | 10    |
| 7         | 28 | Gabor Talmacsi      | Aprilia | 26   | + 26.288         | 10   | 9     |
| 8         | 16 | Jules Cluzel        | Aprilia | 26   | + 26.472         | 5    | 8     |
| 9         | 15 | Roberto Locatelli   | Gilera  | 26   | + 27.646         | 16   | 7     |
| 10        | 35 | Raffaele De Rosa    | Honda   | 26   | + 32.369         | 12   | 6     |
| 11        | 63 | Mike di Meglio      | Aprilia | 26   | + 32.617         | 7    | 5     |
| 12        | 48 | Shoya Tomizawa      | Honda   | 26   | + 34.241         | 17   | 4     |
| 13        | 52 | Lukas Pesek         | Aprilia | 26   | + 36.889         | 11   | 3     |
| 14        | 55 | Háctor Faubel       | Honda   | 26   | + 37:237         | 9    | 2     |
| 15        | 14 | Ratthapark Wilairot | Honda   | 26   | + 1'16:786       | 13   | 1     |
| 16        | 10 | Imre Toth           | Aprilia | 26   | + 1'25:506       | 19   |       |
| 17        | 8  | Bastien Chesaux     | Honda   | 25   | + 1 varv         | 22   |       |
| 18        | 77 | Aitor Rodriguez     | Aprilia | 25   | + 1 varv         | 20   |       |
| 19        | 56 | Vladimir Leonov     | Aprilia | 25   | + 1 varv         | 23   |       |
| 20        | 53 | Valentin Debise     | Honda   | 25   | + 1 varv         | 24   |       |
| Bröt      | 7  | Axel Pons           | Aprilia | 22   | Tekniska problem | 21   |       |
| Bröt      | 76 | Ivan Maestro        | Aprilia | 18   | Tekniska problem | 25   |       |
| Bröt      | 25 | Alex Baldolini      | Aprilia | 10   | Tekniska problem | 18   |       |
| Bröt      | 6  | Alex Debon          | Aprilia | 9    | Krasch           | 1    |       |
| Bröt      | 17 | Karel Abraham       | Aprilia | 3    | Krasch           | 14   |       |

Toby Markham kvalade inte in till loppet

## Resultat 125cc
| Placering | Nr | Förare             | Märke   | Varv | Tid              | Grid | Poäng |
| --------- | -- | ------------------ | ------- | ---- | ---------------- | ---- | ----- |
| 1         | 38 | Bradley Smith      | Aprilia | 23   | 41:49:556        | 2    | 25    |
| 2         | 33 | Sergio Gadea       | Aprilia | 23   | + 13.524         | 5    | 20    |
| 3         | 93 | Marc Marquez       | KTM     | 23   | + 13.553         | 4    | 16    |
| 4         | 45 | Scott Redding      | Aprilia | 23   | + 14.251         | 7    | 13    |
| 5         | 7  | Efren Vazquez      | Derbi   | 23   | + 14.758         | 15   | 11    |
| 6         | 11 | Sandro Cortese     | Derbi   | 23   | + 15.545         | 9    | 10    |
| 7         | 44 | Pol Espargaro      | Derbi   | 23   | + 15.556         | 10   | 9     |
| 8         | 99 | Danny Webb         | Aprilia | 23   | + 17.772         | 8    | 8     |
| 9         | 77 | Dominique Aegerter | Derbi   | 23   | + 18.960         | 6    | 7     |
| 10        | 18 | Nicolas Terol      | Aprilia | 23   | + 19.053         | 18   | 6     |
| 11        | 6  | Joan Olive         | Derbi   | 23   | + 32.480         | 11   | 5     |
| 12        | 12 | Esteve Rabat       | Aprilia | 23   | + 35.554         | 16   | 4     |
| 13        | 14 | Johann Zarco       | Aprilia | 23   | + 33.378         | 19   | 3     |
| 14        | 24 | Simone Corsi       | Aprilia | 23   | + 41.533         | 12   | 2     |
| 15        | 16 | Cameron Beaubier   | KTM     | 23   | + 44.443         | 17   | 1     |
| 16        | 73 | Takaaki Nakagami   | Aprilia | 23   | + 44.738         | 21   |       |
| 17        | 35 | Randy Krummenache  | Aprilia | 23   | + 44.934         | 13   |       |
| 18        | 8  | Lorenzo Zanetti    | Aprilia | 23   | + 44:977         | 26   |       |
| 19        | 29 | Andrea Iannone     | Aprilia | 23   | + 55.464         | 3    |       |
| 20        | 69 | Lukas Sembera      | Aprilia | 23   | + 1'05.314       | 23   |       |
| 21        | 32 | Lorenzo Savadori   | Aprilia | 23   | + 1'07.420       | 22   |       |
| 22        | 42 | Alberto Moncaya    | Aprilia | 23   | + 1'16.825       | 25   |       |
| 23        | 39 | Luis Salom         | Honda   | 23   | + 1'25.188       | 29   |       |
| 24        | 53 | Jasper Iwema       | Honda   | 23   | + 1'28.903       | 24   |       |
| 25        | 87 | Luca Marconi       | Aprilia | 23   | + 1'29.012       | 28   |       |
| 26        | 41 | Borja Maestro      | Aprilia | 22   | + 1 varv         | 30   |       |
| 27        | 31 | Jordi Dalmau       | Honda   | 22   | + 1 varv         | 35 ¹ |       |
| 28        | 40 | Eduard Lopez       | Aprilia | 22   | + 1 varv         | 33 ¹ |       |
| Bröt      | 94 | Jonas Folger       | Aprilia | 21   | Krasch           | 36 ¹ |       |
| Bröt      | 71 | Tomoyoshi Koyama   | Loncin  | 21   | Krasch           | 20   |       |
| Bröt      | 5  | Alexis Masbou      | Loncin  | 13   | Tekniska problem | 27   |       |
| Bröt      | 17 | Stefan Bradl       | Aprilia | 8    | Krasch           | 14   |       |
| Bröt      | 60 | Julian Simon       | Aprilia | 5    | Krasch           | 21   |       |
| -         | 10 | Luca Vitali        | Aprilia | -    | Svart flaggad    | 31   |       |

¹ Kvalade utanför 107% regeln men de fick starta i racet.
Michael Ranseder kvalade in men körde inte loppet, Matthew Hoyle kvalade inte in till tävlingen.